# Campeonato Europeo de Judo
El Campeonato Europeo de Judo es la competición de judo más importante a nivel europeo. Es organizado anualmente desde 1951 por la Unión Europea de Judo (EJU). El primer campeonato para las mujeres se realizó en 1975, pero por separado; a partir de 1987 se realizan conjuntamente las competiciones masculinas y femeninas en la misma sede. La categoría abierta se disputaba hasta 2003 en el mismo evento, entre 2004 y 2007 se realizó un campeonato por separado para esta categoría, después dejó de disputarse.
Las categorías en las que se compite actualmente por el título europeo son:
- masculino: –60 kg, –66 kg, –73 kg, –81 kg, –90 kg, –100 kg y +100 kg
- femenino: –48 kg, –52 kg, –57 kg, –63 kg, –70 kg, –78 kg y +78 kg

## Ediciones
| Núm.    | Año  | Sede M                                    | Sede F                                    |
| ------- | ---- | ----------------------------------------- | ----------------------------------------- |
| I       | 1951 | París ( Francia)                          | —                                         |
| II      | 1952 | París ( Francia)                          | —                                         |
| III     | 1954 | Bruselas ( Bélgica)                       | —                                         |
| IV      | 1955 | París ( Francia)                          | —                                         |
| V       | 1957 | Róterdam ( Países Bajos)                  | —                                         |
| VI      | 1958 | Barcelona ( España)                       | —                                         |
| VII     | 1959 | Viena ( Austria)                          | —                                         |
| VIII    | 1960 | Ámsterdam ( Países Bajos)                 | —                                         |
| IX      | 1961 | Milán ( Italia)                           | —                                         |
| X       | 1962 | Essen ( RFA)                              | —                                         |
| XI      | 1963 | Ginebra ( Suiza)                          | —                                         |
| XII     | 1964 | Berlín Oriental ( RDA)                    | —                                         |
| XIII    | 1965 | Madrid ( España)                          | —                                         |
| XIV     | 1966 | Luxemburgo ( Luxemburgo)                  | —                                         |
| XV      | 1967 | Roma ( Italia)                            | —                                         |
| XVI     | 1968 | Lausana ( Suiza)                          | —                                         |
| XVII    | 1969 | Ostende ( Bélgica)                        | —                                         |
| XVIII   | 1970 | Berlín Oriental ( RDA)                    | —                                         |
| XIX     | 1971 | Gotemburgo ( Suecia)                      | —                                         |
| XX      | 1972 | Voorburg ( Países Bajos)                  | —                                         |
| XXI     | 1973 | Madrid ( España)                          | —                                         |
| XXII    | 1974 | Londres ( Reino Unido)                    | —                                         |
| XXIII   | 1975 | Lyon ( Francia)                           | Múnich ( RFA)                             |
| XXIV    | 1976 | Kiev ( URSS)                              | Viena ( Austria)                          |
| XXV     | 1977 | Ludwigshafen ( RFA)                       | Arlon ( Bélgica)                          |
| XXVI    | 1978 | Helsinki ( Finlandia)                     | Colonia ( RFA)                            |
| XXVII   | 1979 | Bruselas ( Bélgica)                       | Kerkrade ( Países Bajos)                  |
| XXVIII  | 1980 | Viena ( Austria)                          | Údine ( Italia)                           |
| XXIX    | 1981 | Debrecen ( Hungría)                       | Madrid ( España)                          |
| XXX     | 1982 | Rostock ( RDA)                            | Oslo ( Noruega)                           |
| XXXI    | 1983 | París ( Francia)                          | Génova ( Italia)                          |
| XXXII   | 1984 | Lieja ( Bélgica)                          | Pirmasens ( RFA)                          |
| XXXIII  | 1985 | Hamar ( Noruega)                          | Landskrona ( Suecia)                      |
| XXXIV   | 1986 | Belgrado ( Yugoslavia)                    | Londres ( Reino Unido)                    |
| XXXV    | 1987 | París ( Francia)                          | París ( Francia)                          |
| XXXVI   | 1988 | Pamplona ( España)                        | Pamplona ( España)                        |
| XXXVII  | 1989 | Helsinki ( Finlandia)                     | Helsinki ( Finlandia)                     |
| XXXVIII | 1990 | Fráncfort ( RFA)                          | Fráncfort ( RFA)                          |
| XXXIX   | 1991 | Praga ( Checoslovaquia)                   | Praga ( Checoslovaquia)                   |
| XL      | 1992 | París ( Francia)                          | París ( Francia)                          |
| XLI     | 1993 | Atenas ( Grecia)                          | Atenas ( Grecia)                          |
| XLII    | 1994 | Gdańsk ( Polonia)                         | Gdańsk ( Polonia)                         |
| XLIII   | 1995 | Birmingham ( Reino Unido)                 | Birmingham ( Reino Unido)                 |
| XLIV    | 1996 | La Haya ( Países Bajos)                   | La Haya ( Países Bajos)                   |
| XLV     | 1997 | Ostende ( Bélgica)                        | Ostende ( Bélgica)                        |
| XLVI    | 1998 | Oviedo ( España)                          | Oviedo ( España)                          |
| XLVII   | 1999 | Bratislava ( Eslovaquia)                  | Bratislava ( Eslovaquia)                  |
| XLVIII  | 2000 | Breslavia ( Polonia)                      | Breslavia ( Polonia)                      |
| XLIX    | 2001 | París ( Francia)                          | París ( Francia)                          |
| L       | 2002 | Maribor ( Eslovenia)                      | Maribor ( Eslovenia)                      |
| LI      | 2003 | Düsseldorf ( Alemania)                    | Düsseldorf ( Alemania)                    |
| LII     | 2004 | Bucarest ( Rumania) · Budapest ( Hungría) | Bucarest ( Rumania) · Budapest ( Hungría) |
| LIII    | 2005 | Róterdam ( Países Bajos) · Moscú ( Rusia) | Róterdam ( Países Bajos) · Moscú ( Rusia) |
| LIV     | 2006 | Tampere ( Finlandia) · Novi Sad ( Serbia) | Tampere ( Finlandia) · Novi Sad ( Serbia) |
| LV      | 2007 | Belgrado ( Serbia) · Varsovia ( Polonia)  | Belgrado ( Serbia) · Varsovia ( Polonia)  |
| LVI     | 2008 | Lisboa ( Portugal)                        | Lisboa ( Portugal)                        |
| LVII    | 2009 | Tiflis ( Georgia)                         | Tiflis ( Georgia)                         |
| LVIII   | 2010 | Viena ( Austria)                          | Viena ( Austria)                          |
| LIX     | 2011 | Estambul ( Turquía)                       | Estambul ( Turquía)                       |
| LX      | 2012 | Cheliábinsk ( Rusia)                      | Cheliábinsk ( Rusia)                      |
| LXI     | 2013 | Budapest ( Hungría)                       | Budapest ( Hungría)                       |
| LXII    | 2014 | Montpellier ( Francia)                    | Montpellier ( Francia)                    |
| LXIII   | 2015 | Bakú ( Azerbaiyán)                        | Bakú ( Azerbaiyán)                        |
| LXIV    | 2016 | Kazán ( Rusia)                            | Kazán ( Rusia)                            |
| LXV     | 2017 | Varsovia ( Polonia)                       | Varsovia ( Polonia)                       |
| LXVI    | 2018 | Tel Aviv ( Israel)                        | Tel Aviv ( Israel)                        |
| LXVII   | 2019 | Minsk ( Bielorrusia)                      | Minsk ( Bielorrusia)                      |
| LXVIII  | 2020 | Praga ( República Checa)                  | Praga ( República Checa)                  |
| LXIX    | 2021 | Lisboa ( Portugal)                        | Lisboa ( Portugal)                        |
| LXX     | 2022 | Sofía ( Bulgaria)                         | Sofía ( Bulgaria)                         |
| LXXI    | 2023 | Montpellier ( Francia)                    | Montpellier ( Francia)                    |
| LXXII   | 2024 | Zagreb ( Croacia)                         | Zagreb ( Croacia)                         |
| LXXIII  | 2025 | Podgorica ( Montenegro)                   | Podgorica ( Montenegro)                   |
| LXXIV   | 2026 | Tiflis ( Georgia)                         | Tiflis ( Georgia)                         |

1. 1 2 3 4  En la segunda sede se realizaron las competiciones de la categoría abierta.
2. 1 2  Campeonato celebrado dentro de los respectivos Juegos Europeos.

## Medallero histórico
- Actualizado a Podgorica 2025 (sin contabilizar las medallas obtenidas en los campeonatos por equipos).

| Núm. | País                 | Oro | Plata | Bronce | Total |
| ---- | -------------------- | --- | ----- | ------ | ----- |
| 1    | Francia              | 206 | 142   | 244    | 592   |
| 2    | Rusia                | 145 | 115   | 152    | 412   |
| 3    | Países Bajos         | 96  | 72    | 151    | 319   |
| 4    | Alemania             | 92  | 104   | 248    | 444   |
| 5    | Reino Unido          | 48  | 63    | 119    | 230   |
| 6    | Bélgica              | 47  | 38    | 93     | 178   |
| 7    | Georgia              | 33  | 40    | 51     | 124   |
| 8    | España               | 28  | 33    | 75     | 136   |
| 9    | Italia               | 27  | 60    | 90     | 177   |
| 10   | Austria              | 26  | 34    | 71     | 131   |
| 11   | Polonia              | 21  | 30    | 75     | 126   |
| 12   | Hungría              | 19  | 30    | 55     | 104   |
| 13   | Rumania              | 19  | 13    | 32     | 64    |
| 14   | Azerbaiyán           | 15  | 17    | 27     | 59    |
| 15   | Ucrania              | 15  | 10    | 25     | 50    |
| 16   | Portugal             | 12  | 10    | 22     | 44    |
| 17   | Turquía              | 12  | 5     | 30     | 47    |
| 18   | Eslovenia            | 11  | 12    | 30     | 53    |
| 19   | Israel               | 10  | 13    | 30     | 53    |
| 20   | Kosovo               | 9   | 4     | 12     | 25    |
| 21   | Bielorrusia          | 7   | 8     | 25     | 40    |
| 22   | República Checa      | 6   | 10    | 28     | 44    |
| 23   | Suiza                | 5   | 8     | 21     | 34    |
| 24   | Finlandia            | 4   | 5     | 7      | 16    |
| 25   | Serbia               | 3   | 12    | 20     | 35    |
| 26   | Estonia              | 3   | 4     | 12     | 19    |
| 27   | Suecia               | 2   | 6     | 21     | 29    |
| 28   | Grecia               | 2   | 4     | 7      | 13    |
| 28   | Moldavia             | 2   | 4     | 7      | 13    |
| 30   | Armenia              | 2   | 3     | 4      | 9     |
| 31   | Bulgaria             | 1   | 10    | 20     | 31    |
| 32   | Bosnia y Herzegovina | 1   | 3     | 2      | 6     |
| 33   | Croacia              | 1   | 1     | 10     | 12    |
| 34   | Letonia              | 0   | 3     | 7      | 10    |
| 35   | Eslovaquia           | 0   | 3     | 4      | 7     |
| 36   | Lituania             | 0   | 1     | 5      | 6     |
| 37   | Irlanda              | 0   | 0     | 1      | 1     |
|      | TOTAL                | 930 | 930   | 1833   | 3693  |

1. ↑  Incluye las medallas obtenidas por la URSS.
2. ↑  Incluye las medallas obtenidas por la RFA y la RDA entre 1949 y 1990.
3. ↑  Los judokas de nacionalidad kosovar participaron bajo la bandera de la Federación Internacional de Judo (IJF) hasta el año 2015.
4. ↑  Incluye las medallas obtenidas por Checoslovaquia.
5. ↑  Incluye las medallas obtenidas por la RFS de Yugoslavia.